# 佛教派别
佛教宗派或派別指佛教作為一種思想或組織，當發展到了一定程度後，所不可避免地分化出的各種各樣的派別。隨着兩千多年的傳播與發展，由於后人對佛法理解上、闡釋上的不同，以及佛教本身為了適應新的環境而在教理、教義、教規上作出的主動或被動的調整，佛教思想也不斷發展分化，信奉不同思想的佛教徒也自然地逐漸形成了各種不同的派別。

## 佛教宗派概述
目前的佛教，有3個主要的分支，分別自称为上座部佛教、大乘佛教，以及密乘佛教。這三大分支之下，又分成眾多的各種宗派。這三個主要分支，存在对教理的不同理解和修行方式的不同，又形成有上座部佛教與大乘佛教，顯教與密教，難行道與易行道的劃分。
- 上座部佛教與大乘佛教：上座部佛教與大乘佛教並列現存佛教最基本的兩大派別。这个划分很容易与被貶低為小乘的傳統佛教與大乘划分混同。被貶低為小乘的傳統佛教與大乘划分，或部派佛教与大乘佛教主要是历史时期的划分，尽管这历史时期的划分起源于教理和修行方式的不同。上座部佛教與大乘佛教则是今天之教理之区别。地理位置上划分的南傳佛教是上座部佛教，而漢傳佛教与藏傳佛教为大乘佛教。有些大乘佛教信奉者貶稱上座部佛教為「小乘佛教」，不過上座部佛教拒絕被稱為「小乘佛教」，上座部佛教認為「大乘」和「小乘」這些名詞不是佛陀親口所宣說的。根據宗教學家楊·納提爾（Jan Nattier）所提出的説法，小乘這個詞很可能是在大乘佛教興起之後才被添加的，原因是菩薩乘與聲聞乘之間在理念上存在對立和衝突。術語出現的序列開始於“菩薩乘”一詞，它被賦予“大乘”的稱號。直到後來，當人們對菩薩乘相關教義的態度變得更加挑剔之後，小乘這個術語才被創造出來，作爲一種後置形式，與已經出現的術語「大乘」形成對比[1]，最早的大乘佛教典籍經常使用大乘這個詞作爲菩薩乘的稱號和同義詞，但小乘這個詞在早期的經典中相對罕見，在最早的翻譯中通常根本找不到，因此，關於大乘和小乘之間的對立性的主流觀點可能是具欺騙性的，原因是這些術語實際上並不是在同一個時期被創造出來的[2]。此外，「小乘佛教」一詞的定義過於模糊，在最初 其最常被用來指稱的對象最接近法有我無宗，原因是它聲稱法體是實有的，與後來出現的上座部佛教和大乘佛教教義中關於諸法的特性的觀點不同[3][4]。
- 顯教與密教：大乘佛教發展到後期，吸收了印度傳統的婆羅門教的一些理論和方法，發展出密乘，也稱金剛乘。這一派認為其他教法都是如來的「方便」說法，而本派的教法是如來所宣的「真實密意」，不可輕易示人，需秘密傳授，因此稱本派為「密教」，稱所有其他宗派為「顯教」。或称为「密宗」与「顯宗」。藏傳盡管顯密雙修，但被認為是今天密教的主流，在中国也常被与密宗混为一谈。而相對於密教之前和之外的佛教流派，包括大乘、部派佛教和今日之上座部佛教，則被藏傳佛教稱为顯教。
- 難行道與易行道：漢傳佛教中的淨土宗認為，在所有的修行法門裏，淨土法門可以藉由阿彌陀佛的宏大願力，臨終時蒙彌陀接引，往生極樂世界，在那裡繼續修行直到成佛，是最簡單，最順利，最穩妥的方法，因此稱本宗為易行道，稱所有其他宗派為難行道。淨土宗被認為是大乘佛教和显教的一個派別。

## 學術劃分
在學術研究和大眾評述中，常見將由教义和修行方式差异導致的不同的宗派，按各历史时期，各地理位置，混在一起然后再作出的划分，比如上座部佛教又稱南傳佛教，大乘佛教又稱北傳佛教、漢傳佛教，以及密乘佛教又稱金剛乘、藏傳佛教。這些劃分带来了混乱，让不同概念上的宗派常常被等同混用。比如，雖然實際上他們之間是有區別的，例如「南傳佛教」、「上座部佛教」常被大乘信徒貶低為「小乘佛教」，但上座部佛教認為「大乘」「小乘」這些名詞不是佛說。「大乘佛教」、「北傳佛教」、「漢傳佛教」也常常被等同混用。「金剛乘」、「密乘」、「密宗」、「藏傳佛教」也是如此。这种混淆也加深了不必要的宗派之间矛盾。現代學術界從佛教史研究的角度對這些名詞概念進行了辨析釐清。
| 佛教傳承的發展和傳播時間表 （約公元前450年–約公元1300年）           |             |             |                |                |              |              |             |             |            |            |            |
|                                                                     |             |             |                |                |              |              |             |             |            |            |            |
|                                                                     | 公元前450年 | 公元前450年 | 公元前250年    | 公元100年      | 公元100年    | 公元500年    | 公元500年   | 公元700年   | 公元800年  | 公元800年  | 公元1200年 |
|                                                                     |             |             |                |                |              |              |             |             |            |            |            |
| 印度                                                                | 初期佛教    |             |                |                |              |              |             |             |            |            |            |
| 印度                                                                | 初期佛教    | 部派佛教    | 部派佛教       | 部派佛教       | 部派佛教     | 大乘佛教     | 大乘佛教    | 金剛乘佛教  | 金剛乘佛教 | 金剛乘佛教 |            |
| 印度                                                                | 初期佛教    | 部派佛教    | 部派佛教       | 部派佛教       | 部派佛教     |              |             |             |            |            |            |
| 印度                                                                | 初期佛教    |             |                |                |              |              |             |             |            |            |            |
| 印度                                                                | 初期佛教    |             |                |                |              |              |             |             |            |            |            |
|                                                                     |             |             |                |                |              |              |             |             |            |            |            |
| 斯里蘭卡及 東南亞                                                   |             |             | 南傳上座部佛教 | 南傳上座部佛教 |              |              |             |             |            |            |            |
| 斯里蘭卡及 東南亞                                                   |             |             |                |                |              |              |             |             |            |            |            |
| 斯里蘭卡及 東南亞                                                   |             |             |                | 南傳上座部佛教 |              |              |             |             |            |            |            |
|                                                                     |             |             |                |                |              |              |             |             |            |            |            |
| 中亞                                                                |             |             | 希臘式佛教     | 希臘式佛教     | 希臘式佛教   | 希臘式佛教   |             | 藏傳佛教    | 藏傳佛教   | 藏傳佛教   | 藏傳佛教   |
| 中亞                                                                |             |             |                |                |              |              |             | 藏傳佛教    | 藏傳佛教   | 藏傳佛教   | 藏傳佛教   |
| 中亞                                                                | 絲路佛教    |             |                |                |              |              |             | 藏傳佛教    | 藏傳佛教   | 藏傳佛教   | 藏傳佛教   |
|                                                                     |             |             |                |                |              |              |             |             |            |            |            |
| 東亞                                                                |             |             |                | 北傳部派佛教   | 北傳部派佛教 | 北傳部派佛教 | 天台宗 禪宗 | 天台宗 禪宗 | 密宗       | 密宗       | 密宗       |
| 東亞                                                                |             |             | 淨土宗 日蓮宗  |                |              |              | 天台宗 禪宗 | 天台宗 禪宗 |            |            |            |
|                                                                     |             |             |                |                |              |              |             |             |            |            |            |
|                                                                     | 公元前450年 | 公元前450年 | 公元前250年    | 公元100年      | 公元100年    | 公元500年    | 公元500年   | 公元700年   | 公元800年  | 公元800年  | 公元1200年 |
| \| \| 圖例: \| \| = 上座部傳承 \| \| = 大乘傳承 \| \| = 密教傳承 \| |             |             |                |                |              |              |             |             |            |            |            |
|                                                                     | 圖例:       |             | = 上座部傳承   |                | = 大乘傳承   |              | = 密教傳承  |             |            |            |            |

### 地理位置上的划分
由于社会政治、宗教竞争及其他一些原因，佛教自12世纪后在印度本土灭绝，现有佛教按地理位置上的最早划分为南傳與北傳之划分，现在普遍用南傳佛教，漢傳佛教和藏傳佛教来作划分。北傳佛教主要由北方經絲綢之路向中亞、中國、朝鮮半島以及日本等國傳播的佛教流傳稱為北傳佛教，形成北傳佛教，其經典多為梵文、各種中亞文字和中文。北傳佛教现在分为漢傳佛教和藏傳佛教。
- 南傳佛教：由古印度向南方傳播到斯里蘭卡、東南亞以及中國雲南傣族地區等地以上座部佛教為主的流傳，被稱為「南傳佛教」，其經典多為巴利語所寫。现在流行於斯里蘭卡、緬甸、泰國、柬埔寨、寮國等地。

- 漢傳佛教：漢傳佛教由古印度經西域傳入中国中原地區，爾後傳入朝鮮半島、越南、日本等處。漢傳佛教與藏傳佛教并列为大乘佛教的主要發揚傳系。因為中國的影響，漢傳佛教將大乘佛教的教義傳播至朝鮮半島、日本與越南等地，並且影響了后世的藏傳佛教。在實質上，漢傳佛教可以說是形塑大乘佛教面貌的主要力量之一，但有別於藏傳佛教之顯密並重，漢傳佛教的宗派以顯宗為多。
- 日本佛教：日本佛教自古印度經由中國、朝鮮半島傳入，為漢傳佛教的一支，因其歷史發展和文化的獨特性，為亞洲的四大系佛教文化。

- 藏傳佛教：藏傳佛教始於松贊干布時期由毗俱底公主自尼泊爾和唐朝文成公主自中原传入。在赤松德贊时期古印度佛教僧侶寂護將印度佛教傳入西藏，及隨瑜伽行自續派，蓮花生大師來到西藏，制服本地原始苯教的同时也接受了部分苯教内容，逐漸建立了密教的基礎。此後經過朗達瑪滅佛的波折，佛教經過滅佛運動的破壞後重新振興，並逐漸形成了寧瑪、噶舉、噶當、薩迦、格魯、覺囊等各派的傳承。在宗喀巴大師創格魯派，成為藏傳佛教的主流後，在西藏出現了政教合一的特殊局面。13世紀，開始流傳於蒙古地區，至今，蒙古、土、裕固等民族，仍多信奉藏傳佛教。藏傳佛教屬於大乘佛教，顯密宗双修。近現代，藏傳佛教逐漸流傳到世界各地。

### 时间概念上的划分
學術研究一般以印度佛教为主线，將部派佛教、大乘佛教和秘密大乘佛教認定為佛教發展演變的歷史階段，並追溯出更古老久遠的初期佛教階段。
- 初期佛教：雖然已知文字記載都屬於後來部派佛教所作，據信從佛陀創立佛教開始，到佛滅度後一百年這段時間，佛教思想和組織基本保持佛陀在世時的原始面貌，故也有稱原始佛教。

- 部派佛教：上座部與大眾部分裂後到大乘佛教興起前的這個時期被稱為部派佛教。佛滅度後一百年，因對待戒律的態度不同，佛教分裂成嚴格持戒的上座部與主張戒律可以變通的大眾部。這是佛教的第一次分裂，又稱根本分裂。根本分裂之後的幾百年，上座部與大眾部又各自分裂形成二十（一說十八）個更小的派別，被稱為枝末分裂。因此這一時期被稱為部派佛教時期。部派佛教又被称为小乘佛教。小乘佛教這個稱呼是大乘佛教對成立在它之前的各佛教部派的稱呼，意为小乘佛教發心较小，只自修度己，無法濟度一切眾生。这個稱呼本身被认为具有貶低之意，因此较有争议，部派佛教本身也不接受這樣的稱呼，因此在佛教界一般稱之為部派佛教，或聲聞乘。有些大乘佛教信奉者為了研究佛學而沿用此名，局限于对历史时期的描绘，無褒貶之意。不過沒有佛教僧團自稱「小乘」，當大乘教團將「大乘」作為自身的專屬教派稱謂，而將其他傳統佛教部派貶低為「小乘」時，顯示了大乘佛教對於這些傳統佛教教團的不滿與輕視之意[5]，但並非全部部派都被貶稱為「小乘」。

- 大乘佛教：大乘佛教大約是公元1世紀左右從部派佛教中的大眾部發展出來的，其教理有較大的發展。大乘佛教認為自己的教法是廣度眾生的大舟，批評以往的其他所有傳統佛教宗派只能滿足於自我解脫，因此稱自己這一派為「大乘」，而所有上座部與大眾部教派都被他們貶低為「小乘」。现在屬部派佛教时期上座部分別說系大寺派傳承的上座部佛教仍然存在，并与大乘佛教并列为最基本的兩大派別，但历史上将大乘佛教出现以后的时期统稱为大乘佛教。

- 秘密大乘佛教：又名金剛乘，是大乘佛教的一个支派，與印度教的怛特羅密教同時，在印度笈多王朝時期出現，是印度佛教後期的主流。印度的這一系教派，在修行方式上而非在教理上有很多不許公開的秘密傳授，及充滿神秘內容的特徵，因而又被稱為密教；而相對於密教，之前的佛教流派包括其他的大乘佛教、上座部佛教，則被稱为顯教。它的別名甚多，又稱為怛特羅佛教、密宗、秘密教、秘密乘、密乘、真言乘、瑜伽密教、真言宗。歷史上密教流傳地域十分廣大，目前密教在日本和西藏最興盛，日本密教傳承印度的前期、中期密教，有東密（真言宗）和台密（天台密教）兩大分支，西藏密教則是傳承印度的後期密教。东密的道场在東寺、高野山，台密在比叡山，藏密在西藏與蒙古。南诏大理国还盛行过阿吒力教，俗称滇密。

## 印度佛教宗派

### 部派佛教的宗派

#### 根本分裂
佛教的第一次分裂，大約發生於釋迦牟尼佛滅度後一百多年的印度。當時的比丘們就是否應該嚴格遵守佛陀制定的戒律發生了激烈的辯論，一派認為應當無條件嚴守戒律，另一派認為在戒律執行細節上，可以權衡變通。雙方就十件事（即“十事非法”）進行了辯論，比如出家人是否可以接受金錢的布施，是否可以存貯化緣得來的食鹽，是否可以飲用未經攪拌去脂的牛乳等。
南傳至錫蘭的赤銅鍱部記載，佛教僧團分裂成主張嚴格持戒的上座部和主張執行細節可以變通的大眾部。但於大眾部所傳《摩訶僧祇律》中，也明文規定了與十事有關的戒律，佛教至此應還未分裂。真正分裂或為《異部宗輪論》記載的，佛滅後116年後，比丘大天在摩揭陀國，舉關於阿羅漢餘習和證道機緣的五事，而促使佛教根本分裂，造成進一步分裂的諍論問題還有“阿羅漢有退”與否（六種阿羅漢、九無學）等。
佛教的第一次分裂，又稱為“根本分裂”，從此進入部派佛教時期。

#### 枝末分裂
在第一次分裂後未久，上座部與大眾部內部又進一步分出了更多的派別。
| - 上座部分為十一部： - 雪山部 - 说一切有部 - 犊子部 - 法上部 - 贤胄部 - 正量部 - 密林山部 - 化地部 - 法藏部 - 饮光部 - 经量部 | - 大眾部分成九部，最後三部是因大天五事而分出的派別： - 大众根本部 - 一说部 — 此部主张「世出世法，皆无实体，但有假名。」 - 说出世部 — 此部主张世间法从颠倒而生烦恼，由烦恼生业，由业生果报，果报是苦；出世间法是由道而生，修道所生的道果，便是涅盘。 - 鸡胤部 — 此部以经律二藏为方便教，以论藏（阿毘达磨）为真实教。不要求嚴格持戒，只求能斷煩惱。 - 多闻部 — 有人認为此部思想可能参考了《奥义书》的哲学形态。 - 说假部 — 此部以为现实世界之一面是「假」的，另一面是「真」的，可能是大乘唯識理論的雛形。 - 制多山部 - 西山住部 - 北山住部 |

### 大乘佛教的宗派
大乘佛教思想大約是在公元1世紀發展出來的。針對部派佛教發展到後期過於理論化和教條化，大乘佛教提出了“探求佛陀的本怀，放弃枝末问题”的原則。有大乘佛教人士認為“部派佛教是保守的分析的学问佛教，大乘佛教是开放的、原则的生活佛教”。但是部派佛教信徒對大乘的觀點則持有異議，繼續堅持著自己的傳統。

#### 中觀學派
中觀學派又稱為空宗，在公元2世紀由龍树創立。其弟子提婆為主要論師。以《中論》為根本依據，故名。
該派认为世界上的一切事物都是相对的、依存的关系（因缘、缘会），是假借的概念或名相（假名），它们本身没有不变的实体或自性（无自性）。該派所依為《般若經》真諦和俗諦，中道第一義諦，《瓔珞經》中的二諦義，即八不中道。等理論。
中觀學派的經典《中論》、《十二门論》和《百論》在5世纪经傳入中國后，在中国汉族地区形成了三論宗。另外漢傳佛教的天台宗、禪宗、華嚴宗都受到中觀思想的很大影響。龍樹被稱為「八宗共祖」。

#### 瑜伽行唯識學派
瑜伽行唯識學派又稱為有宗，在公元4世紀由无著創立。其弟世亲為主要論師。以《瑜伽師地論》為根本依據，故名。
該派认为世間的一切都是由人们精神的总体——識所变现出来的，所谓“三界唯心”、“万法唯識”。人一共擁有八識——「眼識、耳識、鼻識、舌識、身識、意識、末那識和阿赖耶識」。其中第八識（阿赖耶識）能摄持和保存一切“种子”，也就是因果轮回的主体。該派還提出了「五位百法」的理論體系。
唯識思想在南北朝時期傳入中國。到了唐朝，玄奘自印度回国译出《成唯識论》后，漢傳佛教依此建立了唯識學派——法相宗。

#### 如來藏學派
如來藏學派認為人本有清淨自性，稱如來藏，以堅慧、智光等論師為代表人物。唯識學派與中觀學派都曾受到此派影響，也是漢傳佛教的主流。

#### 密宗
密宗發展階段，在印度有的採用經典分類法，依密宗經典的內容來區分，有的以密宗經典完成的先後順序來考量，把《大日經》和《金剛頂經》完成的時期，視為印度的「中期密宗」或純密，在此之前，稱為「初期密宗」或雜密，其後稱為「後期密宗」或無上瑜伽。密宗在理論上與大乘佛教三個主要學派都有關係。

## 漢传佛教宗派

### 中國佛教宗派
佛教大約從漢朝開始從印度經西域傳入漢地的。初期主要是引進並翻譯佛經。隨着佛教在漢地的不斷傳播和發展，特別是南北朝時期諸多帝王大多崇信佛教，翻譯了大量佛經，佛教徒和佛教學者的數量也空前增長；另一方面，佛教在傳播過程中也不可避免地受到儒家思想、道家思想等的影響，做出一些適合中國國情的改變。因此漢地逐漸形成了自己獨特的佛教思想和理論，漢地佛教宗派形成的條件已經具備了。
隋唐時期是漢傳佛教的鼎盛時期，各大宗派都已成立，發展頗具規模。但是由於佛教發展過程中本身所產生的各種問題，以及三武滅佛造成的四次法難，大量佛經典籍被毀，諸多宗派被嚴重削弱，無法重現昔日輝煌。但是只有禪宗和淨土宗因為不立文字，學術性不強，以及較為自給自足的經濟而沒有受到太大影響，反而在法難之後更加繁榮，直到今天。
中國佛教主要有八個大乘宗派和兩個被貶低為小乘的宗派（成實宗和俱舍宗）。其中大乘的八個宗派流傳較廣，影響較大。今日亦有十三宗之說。梁启超《中国佛法兴衰沿革说略》中提到的宗有：大乘摄论宗、小乘俱舍宗、十地宗、三论宗、法华宗、涅槃宗、天台宗、法相宗（唯识宗、慈恩宗）、华严宗、净土宗、律宗、密宗、禅宗等。季羨林認為律宗不能成为宗，净土宗没有自己的专有理论，也不能算宗；成实、俱舍都只能算是学派，不是宗派；三论宗后被天台、禅宗所吸收，不能独立成宗。能够成为宗派的只有天台宗、华严宗、法相宗和禅宗。以下分別簡述，詳細內容參見各宗派主條目。

#### 天台宗
天台宗是中国佛教最早创立的一个宗派，因创始人智顗常住浙江天台山而得名。其教义主要依据《妙法莲华经》，故亦也称法华宗。
祖庭浙江天台国清寺。
該宗的主要思想是實相和止观，以实相阐明理论，用止观指导实修。提出的理論包括：十如是，一念三千，一心三觀等。該宗集合南北各家义学和禅观之说，理論體系完備，对以后成立的各宗派多有影响。天台宗是屬於中國文化吸收印度佛學之後，在中國佛教界知識份子獨立思考並有創新義理發展的新佛學理論體系。其創新的實相論立場，在隋唐之後成為中國佛教史內部理論辯證發展過程中最重要的討論主題之一。其禪觀修行法在禪修實踐中也成為中國佛教界歷代以來的重要法門之一。其五時八教的判教理論更是自其而後所有佛教理論研究者據以敲門入佛的理解大綱。
9世纪初，此宗传到日本，13世纪由日本天台本宗分出日蓮宗。

#### 三論宗
該宗是印度中觀學派在漢地的傳承。北秦三藏法师鸠摩罗什翻譯了龙树的《中論》、《十二门論》和提婆的《百論》，隋朝吉藏在此基礎上創立了此宗，故名。
祖庭陝西西安户县草堂寺。
該宗的主要理論是緣起性空，即認為世出世间万有诸法，都是从众多因缘和合而生，是众多因素和条件结合而成的，这叫缘起，没有事物是独立不变的实体，这叫无自性，也就是空性。其他如真俗二谛，八不中道等思想主要來自印度中觀學派。

#### 律宗
由唐朝著名律师道宣律师创立。該宗因着重研习及传持戒律而得名。也称四分律宗，南山律宗或南山宗。
祖庭陝西西安净业寺。
該宗主要理論為戒法、戒体、戒行、戒相四科。
唐朝鑒真將律宗傳入日本。近代李叔同重振律宗。

#### 淨土宗
由唐朝善导大师創立。該宗专修轉世阿弥陀佛净土法门，因提倡往生净土而得名。也称莲宗。
祖庭陝西西安香积寺。
该宗主要思想是以修行者的念佛行业为内因，以弥陀的愿力为外缘，内外結合，往生極樂世界。主要經典包括《無量壽經》、《觀無量壽經》、《阿彌陀經》和世亲的《往生論》，称三經一论。清末魏默深居士將《華嚴經》最後的一卷《普賢行願品》加在三經後面，民國初年印光法師把《楞嚴經》〈大勢至菩薩念佛圓通章〉也附在淨土四經之後，成為淨土五經。因此現在淨宗所依經論，我們稱為淨土「五經一論」。
该宗以專念「南無阿彌陀佛」為行門，由于修行方法简便易行，所以广泛流行於漢地，漢傳佛教其他宗派往往也兼修淨土法門。
847年日僧圆仁入唐求法，把净土法门传入日本，形成日本的淨土真宗。

#### 唯识宗
該宗是印度瑜伽行唯識學派在漢地的傳承。唐朝三藏法师玄奘從印度回国后，翻譯了瑜伽行唯識學派的《瑜伽师地论》、《百法明门论》、《摄大乘论》、《辨中边论》、《唯识二十论》、《唯识三十颂》、《分别瑜伽论》等各论，以及《成唯识论》，其弟子窺基在此基礎上創立了此宗。
祖庭陝西西安大慈恩寺。
主要理論包括：「三性说」（遍计执性、依他起性、圆成实性），五重观法，因明学说。唯识因明之学对后世影响很大。

#### 禪宗
由唐朝慧能創立。該宗因主张修习禅定而得名。始祖菩提达摩，下传二祖慧可、三祖僧璨、四祖道信，至五祖弘忍下分为南宗六祖惠能，北宗神秀。
祖庭河南登封少林寺。
該宗主張心性本净，佛性本有，见性成佛。提出了二入四行的理論。二入指理入和行入，四行指报怨行、随缘行、无所求行与称法行。主要經典包括《楞伽經》，《金剛經》，《六祖壇經》。
隨着禪宗的傳播和發展，其內部又分成「五家七宗」：沩仰宗、临济宗、曹洞宗、云门宗、法眼宗，临济宗後來又形成黄龙派、杨岐派两派。
禅宗在中国佛教各宗派中流传时间最长，至今仍延绵不绝。它在中国哲学思想上也有着重要的影响。
禪宗後來先後傳入朝鮮和日本。

#### 華嚴宗
該宗因以《華嚴经》为根本依據，故名。又因实际创始人法藏号贤首，也称贤首宗；该宗以发挥法界缘起的思想为宗旨，又称法界宗。
祖庭陝西西安華嚴寺。
主要教理为法界缘起说。认为宇宙万法、有为无为、色心缘起时，互相依持，相即相入，圆融无碍，如因陀罗网，重重无尽；并提出四法界、六相、十玄等法门。因其教義有六相圓融、十玄緣起、法界三觀等，總稱為如來性起法門。

#### 唐密
漢地的密宗僅限由師徒密傳，故稱唐密。該宗是在唐朝開元年間由善無畏、金剛智、不空（史稱開元三大士）來華後正式確立的。
祖庭陝西西安大兴善寺。
密教有曼荼羅思想，分成胎藏界和金剛界兩部。

### 日本佛教宗派

#### 奈良佛教系（南都六宗系）
- 華嚴宗
- 法相宗
- 律宗

#### 平安佛教系（平安二宗）‧密教系
- 真言宗（東密）
- 天台宗（台密）
- 立川流
- 真如苑 (真如密)

#### 鎌倉佛教系
法華系
- 日蓮宗

淨土系
- 淨土宗
- 淨土真宗
- 融通念佛宗
- 時宗

禪系‧禪宗系
- 曹洞宗
- 臨濟宗
- 黃檗宗

## 藏傳佛教宗派
公元7世紀，信佛的唐朝文成公主與尼泊爾尺尊公主嫁給松贊幹佈，佛教开始傳入西藏，在与西藏的本土宗教苯教长期相互影响、相互斗争后，最终形成了藏传佛教。佛教主要由印度傳入西藏，因為此時印度的佛教已經從大乘佛教發展到密乘，所以傳入藏地的佛教多為密乘。
藏传佛教主要分为四大主流派别，分别为：
- 格鲁派（黄教）
- 萨迦派（花教）
- 宁玛派（红教）
- 噶举派（白教）
- 覺囊派

### 寧瑪派
寧瑪派是由印度密宗與西藏苯教融合而成的原始藏密，為八世紀蓮花生大師所傳。所習經典以舊密教典籍為主。因為教派的僧侶都戴紅帽，故又稱為「紅教」。

### 噶当派
噶当派是藏传佛教的主要宗派之一。藏语“噶”指佛语，“当”指教授，噶当的意义就是说把佛所说的一切语言，即经律论三藏教义，都设在对僧人一切修行活动和全部过程的指导之中，佛的一切言教都是对修行人的指示和教导。
15世纪格魯派（黃教）兴起后，由于黄教是在噶当派教义的基础上发展起来的，所以当黄教获得发展以后，原来属于噶当派的寺院都变成了黄教的寺院，噶当派也就随之衰落了。

### 噶舉派
噶舉派為11世紀中葉由瑪爾巴所創立，本派教徒傳承首重口頭傳授密法而不重視經典。噶瑪噶舉派是各派中最先施行活佛轉世制度的。噶舉派的寺廟都塗成白色，僧侶修法時穿著白袍，故又稱白教。

### 薩迦派
薩迦派是在公元1073年，西藏喇嘛孔道卡爾所創。此派的寺廟上因為塗有紅、白、黑等三色條紋，分別象徵文殊、觀音及金剛手三菩薩，所以該教也被稱為花教。
薩迦派在元朝的支持下，薩迦派的五祖八思巴建立了薩迦政權，結束了西藏近四百年的分治局面。

### 格魯派
格魯派是由阿底峽尊者創立的噶当派發展而來的。十四世紀，宗喀巴改革宗教創立格魯派，鼓勵僧人過清靜無慾的生活，因為此派僧侶都戴黃帽，所以又稱為黃教(一部分人是前覺囊派成員)。 
黃教在1642年取得在西藏的統治地位後，成為西藏社會上信徒最多，勢力最大的教派。黃教最大的活佛轉世為達賴與班禪兩系統。
覺囊派
12世紀時，由該派始祖裕摩不動金剛「裕莫·吉米多吉」創立。到袞邦·吐吉尊追(1243～1313年)時，受到拉堆絳領主的大力支持，修建覺囊寺，覺囊派的名聲開始大振。
覺囊派主張以「他空見」解釋時輪，是藏傳佛教史上的一個特殊教派。它的特殊之處，就在於其思想雖主要來源於藏傳佛教，但長期發展與傳播，體現出幾乎完全同於漢傳佛教的如來藏思想，而異於西藏其他教派的思想特徵。他空見是該派的主要教義，承認真如本性，勝義有為他空。覺囊派在藏傳佛教中可算是異軍突起，獨樹一幟。

## 外部連結
- 佛教宗派觀念發展的研究 （页面存档备份，存于）
- 藏传佛教与汉传佛教的联系与区别 （页面存档备份，存于）